# 제주 4‧3 수악주둔소
제주 4‧3 수악주둔소는 대한민국 제주특별자치도 서귀포시 남원읍에 있는, 제주 4·3 사건의 역사성과 지역성을 지닌 대표적 유적이다. 2018년 6월 11일 대한민국의 국가등록문화재 제716호로 지정되었다.

## 개요
해방 이후 정부수립 및 한국전쟁 당시 정치적, 사회적 혼란기 속에서 한국 현대사의 주요 사건이었던 제주 4․3사건의 역사성과 지역성을 지닌 대표적 유적으로, 무장대 토벌을 위해 당시 만들어졌던 많은 주둔소 중에서 규모가 크고, 건축적인 면에서 형식‧구조도 독특하며 보존상태도 양호하다. 제주 4․3사건의 흔적이 대부분 사라지고 현존 유적도 극소수인 상태에서 제주 4․3사건을 재조명하고 그것으로부터 교훈을 얻기 위한 역사적 현장유구로서 상징적 의미가 있다.

## 같이 보기
- 제주 4·3 사건

## 참고 문헌
- 제주 4‧3 수악주둔소 - 국가유산청 국가유산포털
- 수악주둔소 - 제주4·3희생자유족회